# Valle Hermoso (kommun)
Valle Hermoso är en kommun i Mexiko.   Den ligger i delstaten Tamaulipas, i den östra delen av landet, 700 km norr om huvudstaden Mexico City.
Följande samhällen finns i Valle Hermoso:
- Valle Hermoso
- Magueyes
- Carretera Estatal 99 entre Sur 60 y Sur 70
- Ricardo Flores Magón
- 18 de Marzo
- 18 de Marzo